# بثانی (میزوری)
بثانی (به انگلیسی: Bethany) یک منطقهٔ مسکونی در ایالات متحده آمریکا است که در شهرستان هریسون، میزوری واقع شده‌است. بثانی ۱۱٫۶۰ کیلومتر مربع مساحت و ۳٬۲۹۲ نفر جمعیت دارد و ۲۷۲ متر بالاتر از سطح دریا واقع شده‌است.